# Thymus neurophyllus
Thymus neurophyllus — вид рослин родини глухокропивові (Lamiaceae), ендемік Іраку.

## Поширення
Ендемік Іраку.